# Jackie Milburn
John Edward Thompson "Jackie" Milburn (Ashington, Northumberland, 1924. május 11. – Ashington, Northumberland, 1988. október 9.) angol válogatott labdarúgó, aki pályafutása nagy részét a Newcastle United csapatában töltötte, majd négy idényt a Linfield gárdájában is játszott. Különösen a Wor Jackie becenévvel illették, főként North East England régióban, az Our Jackie geordiai nyelvjárás kiejtésének szóváltozata miatt, továbbá az első világháborúból adódóan (First World Wor).
Milburn Jack és Bobby Charlton anyjának unokatestvére, 1943-ban 19 évesen két mérkőzésen vett részt próbajátékon a Szarkáknál a St James’ Parkban, így indult a pályafutása. A második meccse második félidejében hat találatot szerzett. Az 1945–1946-os szezonban az FA-kupában mutatkozott be a profik között Charlie Wayman balszélső cseréjeként. Miután az 1947-es kupadöntőben a Charlton Athletic ellen a Newcastle 4–0-s vereséget szenvedett, Wayman elhatározta, nem játszik tovább a klubban, így George Martin menedzser úgy döntött, középcsatárként játszatja. 1947. október 18-án először viselte a kilences számú dresszt, és mesterhármast jegyzett.
Későbbi eredményei, különösen az 1951-es FA-kupa döntő során jegyzett két gólja, illetve az 1955-ös kupafinálé 45. másodpercében szerzett találata a Wembley Stadionban – mely az angol kupadöntők leggyorsabban értékesített gólja volt 1997-ig, Roberto Di Matteo betalálásáig – országos ismeretséget hozott számára, Tyneside-ban ikonikus alakként tekintettek rá. Összesen három győztes kupadöntőt játszott a Newcastle Unitednél: 1951-ben, 1952-ben és 1955-ben. Kiváló teljesítménye ellenére állítólag nagyon félénk és önmagát legtöbbször alábecsülő egyén volt, szerénységével a szurkolók kedvencévé vált, bár Tom Finney szerint mindez veleszületett kisebbrendűségi komplexus.
1957-ben elhagyta a Newcastle egyesületét a klub legeredményesebb góllövőjeként, 2006 februárjában találatainak számát Alan Shearer múlta felül. Továbbra is a csapat második legeredményesebb játékosa 200 találatával. A Linfield egyesületéhez történő átigazolása nagy port kavart, miután a Szarkák vezetősége magas átigazolási díjat követelt, így a szurkolók haragja mellett nem tudott azonnal átigazolni az északírekhez. A Linfield csapatában 54 mérkőzésen 68-szor volt eredményes.
1988. október 9-én, 64 éves korában halt meg tüdőrákban. Temetésére október 13-án került sor, a szertartáson többezer ember vett részt a Newcastle-ben található Szent Miklós székesegyházban. Az utcákon tízezrek voltak, hogy figyelemmel kövessék a közvetítést ezzel kapcsolatban.
35 000 font értékű szobrát, melyet adományokból állítottak elő a Newcastle United szurkolói, a Newcastle Northumberland Street-en állították fel először, majd 1999-ben áthelyezték a St James’ Boulevardra, mígnem harmadjára a St. James’ Park elé, a Strawberry Place-re költöztették.
2006 októberében bekerült az Angol Labdarúgóhírességek Csarnokába. 2009-ben a goal.com internetes portál által összeállított Minden idők legjobb angol labdarúgói listáján a 43. helyet foglalja el.

## Gyerekkora
1924. május 11-én látta meg a napvilágot nagyszülei házának hatodik emeleti, 14. szám alatti lakásában Ashingtonban Annie ("Nance") Thompson és Alexander ("Alec") Milburn gyermekeként. Négyen voltak testvérek, mindannyian profi labdarúgók is: John ("Jack") Milburn (szül.: 1908, a Leeds United és a Bradford City játékosa), George Milburn (szül.: 1910, a Leeds United és a Chesterfield játékosa), James ("Jimmy") Milburn (szül.: 1919, a Leeds United és a Bradford City labdarúgója volt), és Stanley ("Stan") Milburn (szül.: 1926, a Chesterfield, a Leicester City és a Rochdale csapataiban rúgta a bőrt). A négy testvér Jack és Bobby Charlton édesanyjának, Elizabeth "Cissie"-nek voltak a testvérei, aki 1912-ben született.
Édesapja szénvágóként dolgozott a közeli szénbányában. Milburn később elmondta fiának, Jackie Jr.-nak, hogy megborzongott, amikor látta eltűnni abban a mély aknában, ami a kijárathoz vezetett. Nyolc éves korában megkapta első pár futballcipőjét karácsonyi ajándékként, ettől kezdve a labdarúgás uralta az életét. Példaképének fiatal korában Joe Hulme-t tekintette. Bár kezdetben magabiztos fiú volt, ám mikor az iskolai sportnapon megnyerte a sprintversenyt, a gyorsasági váltót, a távolugrást és a magasugrást is, édesapja éppen időben érkezett, hogy lássa őt a 440 yardos megmérettetés megnyerésében. Ezt követően kimerülve a padlóra esett, édesapja azonban megütötte, és ez a mozdulat vezette tévútra a későbbiekben. Visszaemlékezve azt mondta: "Talán apám szándéka a legjobb volt a világon, de ez a megrázkódtatás megalapozta a kisebbrendűségi komplexusomat, mellyel egy életen át küzdöttem." A Hirst East Senior Boys School-ba ment próbajátékra 12 esztendős korában, és be is választották az iskola csapatába jobbszélsőként. Apja megígérte neki, hogy minden szerzett gólért egy pennyt fizet neki. A Linton School elleni 6–4-es győzelem során kétszer is eredményes volt. Ezután az East Northumberland School-ba került, a Lancashire ellen az elődöntőben a Maine Road-on szintén betalált, bár csapata 3–2-es vereséget szenvedett.
Az iskolát 14 évesen hagyta ott, és elmondta apjának, túl klausztrofób ahhoz, hogy kövesse őt a szénbányászatban. Végül heti nyolc shillingért polcokat szerelt, és cukrostáskákat töltött meg. 1939-ben megpróbált belépni a Királyi Haditengerészetbe, de elutasították, mivel 1 hüvelyk nagysággal volt lemaradva magasságát tekintve. Helyette az Ashingtoni Légiképző Alakulathoz csatlakozott. 16 évesen elfogadott egy gyakornoki állást szerelőként a szénbányában, így a második világháború során nem sorozták be katonának, mert a szerelő fenntartott foglalkozás volt.
Régi iskolás barátjával, Ronnie Coulsonnal együtt indult helyi sprintversenyeken, hogy pénzt keressen. A második legjobb eredményt produkálta 9,7 másodperces idejével a 100 yardos futáson. 1940-ben bekerült az Újévi-sprintversenybe és megnyerte az első fordulót. Ezt követően utasítást kapott a szervezőktől, hogy gyengén szerepeljen az elődöntőben, ahová ugyanakkor felkészültebben érkezett. Utoljára érkezett az indulók közül, és állítólag egy tucat pennyvel nyomta le a bal futócipőjét, melynek következtében saját elmondása szerint úgy futott, mint egy háromoldalas ostoba. Folytatta a Légiképző Alakulatban a labdarúgást, egy délután folyamán elmondták számára, hogy a Newcastle United megfigyelői jelen voltak azon a mérkőzésen, mely 8–3-as eredménnyel zárult, és ahol öt gólt jegyzett. Amikor utólag közölték vele, hogy a várt játékosmegfigyelő végül nem volt jelen, erre ő úgy reagált, hogy mindezt keserű pirulaként nyelte le.

## Pályafutása

### Newcastle United

#### A tárgyalás és a szerződés
Bár gyerekként Sunderland szurkoló volt, mégis a Newcastle United igazgatója, Wilf Taylor hívta meg a St James’ Parkba 1943-ban, a Yorkshire ATC elleni mérkőzés után. Csapattársával, Raymond Poxtonnal együtt vett részt a tárgyaláson a Newcastle idénybeli utolsó hazai összecsapását követően. Nem volt lenyűgözve az ott látottaktól, a barátjához fordult és a következőt kérdezte tőle: "Raymond, tudnánk ennél jobb helyen játszani?" Nem sokkal ezután mégis igennel reagált a North Mail újságban a klub által közzétett próbajáték hirdetésre az 1943–1944-es idény kezdete előtt. Az első megmérettetésre a hét közepén került sor, az első félidő folyamán kétszer talált a kapuba, így meghívást kapott, hogy szombaton visszatérjen a stadionba egy nyilvános tárgyalásra egy amatőr szerződés aláírása céljából. A 14:00-kor kezdődő értekezlet előtt jóval hamarabb megérkezett egy kölcsönkért, barna papírba csomagolt futballcsukával, valamint ebédjével, két pitével és egy üveg pezsgővel. Csapata, a "csíkosak" a "kékek" gárdájával mérkőzött meg, utóbbiban Albert Stubbins és Jimmy Gordon is szerepelt. Az első játékrész 3–0-s eredménnyel zárult, ezek után Joe Richardson a következőt mondta neki: "Jobb ötletekkel állj elő, ha ide akarsz jönni." A második félidőben középcsatárként játszott, és 6 gólt szerzett, így a mérkőzés 9–3 arányban ért véget a "csíkosak" javára. A Sunday Sun arról számolt be, hogy a United második próbajátékán Milburn diadalmaskodott, az ashingtoni a bal szélen játszott és amatőrként szerződtettek a hét elején. Nagyon fiatalon bizonyította opportunista képességét, egy percen belül két gólt is lőtt.
A Newcastle United vezetőedzőjét, Stan Seymourt kellőképpen lenyűgüzte teljesítménye, Mike Kirkup játékosmegfigyelő szerint azonnal megkérte a támadót a helyszínen, hogy írja alá a szerződést. Édesapja azonban azt mondta neki, hogy semmiféle kontraktust ne írjon alá, amíg meg nem mutatja neki azt, így ő elutasította azt, és azt ígérte a vezetőségnek, hogy a megfelelő időben visszatér egy aláírt szakmai szerződéssel, ha édesapja valóban engedélyezi számára. Seymour, nyilvánvalóan aggódva amiatt, hogy próbajátékának híre több klubhoz is eljut, úgy döntött, hogy nem vár tovább, és a tárgyalást követő vasárnap a Milburn család ashingtoni lakására utazott. Seymour türelmesen az édesapához, Alechez fordult, és elmagyarázta neki, hogy fia heti 30 shillingért játszana, plusz két shillinget és hat pennyt kapna a "teázásért", továbbá még ezt az összeget az utazására is fordítanák, egy kisbuszra, ami elvinné őt oda-vissza a központtól a házáig. Amikor idősebb Milburn mérlegelte a feltételeket, Seymour állítólag két öt fontost kezdett dörzsölni a háta mögött. A susogás felkelette Alec figyelmét, és arra ösztökélte, hogy közölje Jackie-vel, szerződjön a klubhoz. Seymour felbuzdulva meghívott mindenkit egy italra a West End Club-ba, később felkiáltott, miszerint minden eddiginél jobb szerződést bonyolított le 10 fontért és néhány kör sörért cserébe. Milburn hivatalos bemutatása a Newcastle United játékosaként 1938. augusztus 23-án történt.

#### Bemutatkozása és a háború alatti pályafutása
1943-ban a Newcastle részt vett a Northern First Championship küzdelmeiben, mivel az English Football League küzdelmeit felfüggesztették a második világháború kitörése miatt. Az aláírását követő első nap már a csapattal edzett, új csapattársait pedig elkápráztatta azzal, hogy 100 méteren lehagyta Albert Stubbinsot. 1943. augusztus 28-án mutatkozott be a Valley Parade-on a Bradford City ellen. Seymour az édesapját is meghívta az összecsapásra, később ezzel kapcsolatban megjegyezte, hogy mindez önbizalmat adott neki egy ilyen fontos napon. A 10-es számú mezben lépett pályára, később erre így emlékezett vissza: "Ez volt pályafutásom legemlékezetesebb pillanata, a Wembley-ben aratott győzelmek sem írják felül. A fekete-fehér mez első felvétele egyszerűen különleges volt." A mérkőzés során a United 2–1-es vereséget szenvedett, ő középcsatárként játszotta végig az összecsapást. A bradfordi gólokat a hátvéd, Joe Harvey szerezte. Seymour az összecsapást követően vigasztalásként megígérte számára, hogy a következő fordulóban a szélen játszik majd. A St James’ Parkban megismételték a találkozót szeptember 4-én, ő pedig a 3–2-es győztes kimenetelű meccsen az első gólt ballal rúgta a hálóba az első labdaérintéséből. A csatár így emlékezett vissza erre a találatára: "A vasárnapi lapok szerint kiváló találat volt, de láttam a labdát egy tömörülésben, megtörtem és leszorítottam." Labdarúgó pályafutását továbbra is a szénbányászati munkájával ötvözte. Ahogy Roger Hutschinson író is később kifejtette: "A háborús labdarúgók egyike sem volt elszámoltatható teljes idejű profiként." A Woodhorn-szénbányászatban végzett munkáját heti két vagy három edzéssel egyeztette össze, volt néhány eset, amikor két műszakot vállalt pénteken, így szombatonként lehetősége adódott a klubban rúgni a bőrt a bajnokikon.
Játékosként tovább fejlődött, Paul Joannou futballtörténész nyers tehetségnek minősítette, aki gyorsan megtanulta a profi futball alapjait. Továbbra is középcsatárként játszott nagyrészt, bár olykor a jobb vagy a bal szélen is szerepet kapott. Az 1944–1945-ös szezonban a Newcastle a Háborús Liga (eredeti nevén: Wartime League) 54 csapatából a 35. helyen végzett a kiírás során. Ebben az idényben a játékosállomány hiánya miatt további két vendégjátékossal lépett pályára a Sunderland gárdájában kettő találkozón, ám egyik megmérettetésen sem sikerült bevennie az ellenfelek kapuját. Az ezévi bajnokságban szerepelt még a Sheffield United csapatában is. Az 1945–1946-os bajnoki szezon során főként a szélen kapott szerepet, mivel klubja egy új csatárt szerződtetett Charlie Wayman személyében. Nyilvánosan kijelentette, hogy ez a megnyilvánulás nem hagyja nyugodni: "Világossá kell tennem, hogy meccsenként 30 shillinget kapok. Úgy gondolom, a Newcastle-nek joga van bármilyen poszton játszatni engem." Albert Stubbins kirobbanó formája mellett ez a lépés mégis kiválónak bizonyult, Waymennel karöltve ugyanis többszörösre sikerült emelniük a gólok számát a bajnokikon, úgy mint a Middlesbrough elleni 8–2-es, a Bradford City elleni 11–0-s, vagy a Stoke City elleni 9–1-es hazai győztes találkozókon. Természetes ütemérzéke jól illeszkedett új pozíciójához. A The Journal sporttudósítója, Ken McKenzie egy közvetítés után arról számolt be, hogy sebessége meghökkentette a tömeget, míg Joannou később azt próbálta tükrözni, hogy üteme mindig megzavarta az ellenkező oldalon lévő hátvédeket, miközben így pontos keresztlabdákat is eltalálhatott. Továbbra is rendre ontotta a gólokat, a második legeredményesebb gólszerzőként fejezte be a bajnokságot 14 találatával, a Newcastle pedig az Északi Háborús Ligában (Northern War League) a hatodik helyen végzett.
Összesen 95 alkalommal lépett pályára a Háborús Liga (War League) kiírásában és 38 gólt szerzett. Ezek a gólok nem számítanak hivatalos adatoknak, mivel a War League mérkőzéseit barátságos meccseknek tekintik.

#### Menetelés a kupában és a feljutás (1946–1948)
Stan Seymour, a United menedzsere teljesen újjáépítette másodosztályú csapatát a háború alatt, így amikor 1946. január 5-én újraindult az FA-kupa kiírása a harmadik fordulóval, a St James’ Parkban a Newcastle a Barnsley egyesületével találkozott. 60 284 néző volt tanúja annak, hogy 9 új játékos – köztük Milburn, Bobby Cowell, Charlie Crowe, Joe Harvey és Charlie Wayman – hivatalos mérkőzésen is megmérettetik magukat. Milburn a 4–2-es győzelem során két találatot értékesített. Két góllal kapcsolatban viták születtek, a visszavágón ugyanakkor a fekete-fehérek 3–0-ra nyertek, így összesítésben 5–4 arányban jutottak tovább a következő fordulóba.
Az 1946–1947-es évadban újraindult a hivatalos bajnokság is, bár Milburn továbbra is szerelőként dolgozott tovább a Hazelrigg szénbányászatban. A United csapata a bajnokságot a Milwall ellen kezdte 1946. augusztus 31-én. A Szarkák 4–1-re diadalmaskodtak, ő és az új igazolásuk, Roy Bentley, valamint Stubbins is megszerezték első találataikat a sorozatban. Stubbins utolsó gólja volt a klubban, szeptember 12-én a Liverpool ugyanis 13 000 fontért igazolta le. Október 5-én a Stubbins helyére szerződtetett Len Shackleton hat gólt jegyzett debütálásakor a Newport County elleni 13–0-ra megnyert hazai meccsen. Milburn ezen az összecsapáson kétszer volt eredményes. A 13–0-s arányú diadal napjainkban is a Football League legnagyobb arányú győzelme. Miután újra kikerült a szélre, 1946 karácsonyáig a Newcastle három bajnokit is elveszített, ugyanakkor még vezette a tabellát. 1947 februárjáig a rossz forma folytatódott, ekkor bebizonyosodott, hogy a gárdának elszálltak az esélyei az első osztályba való feljutásra. A figyelem így az FA-kupa küzdelmeire szegeződött. 1947 februárjának végéig sérülés miatt nem tudott pályára lépni, a kupaküzdelem ötödik fordulójának visszavágóján tért vissza a Leicester City ellen, 2–1-es sikerhez segítve csapatát. 1947. március 1-jén a jobb szélen játszva a Newcastle második találatát szerezte a Sheffield United ellen, beállítva a 2–1-es végeredményt. Március 29-én az Elland Road-on zajló elődöntőben a Charlton Athletic ellen a Szarkák 4–0-ra kapituláltak, továbbá pletykák keringtek a zord öltözői hangulatról is. A Newcastle végül az ötödik helyet csípte el a bajnokságban. Milburn szinte az egész idényben jobb oldalon helytállva, 27 alkalommal lépett pályára, és ezeken a meccseken nyolcszor volt eredményes.

Az 1947–1948-as bajnokság menedzserváltással kezdődött. Seymour lemondott, helyére George Martin került. Hutchinson megjegyezte, óriási a nyomás a csapaton, hogy feljusson a másodosztályból. A szezont a Plymouth Argyle elleni 6–1-es győzelemmel indították, a mérkőzés első találatát Milburn szerezte. Októberben Waymant eladták a Southampton egyesületének. Martin, Seymour, Norman Smith és Milburn között pedig a következő párbeszéd zajlott le a gólzsák helyettesítése kapcsán:
Martin: "Jackie az emberünk".
Smith: "Nem, őt hagyja ott a bal oldalon vagy a bal szárnyon".
Harvey: "Persze, hisz nem elég jó a levegőben, mint középcsatár.".
Milburn (erőszakosan rázva a fejét): "Igazuk van. Nem raktak ki, hogy vezessem a támadásokat. Boldog vagyok ott, ahol vagyok.".
Martin: "Mindannyian tévedtek. Jackie középcsatár lesz és kap egy meccset a megbeszéltek által!"
 Milburn később Martint az egyik legügyesebb trénerként jellemezte, akivel valaha találkozott, kezdetben ugyanakkor vonakodva fogadta döntését, ezt követően azonban elismerte, hogy ez az elhatározás megváltoztatta az életét. Hiába az idegesen töltött álmatlan éjszakák, a következő, Bury elleni találkozón az 5–3-as diadal során háromszor talált a kapuba. A következő két összecsapáson további három találat fűződött a nevéhez. 1948 januárjára góljai által a Newcastle a tabella második helyét foglalta el. Hutchinson szerint január 3-án a Luton Town 64 931 szurkolóval érkezett Jackie Milburn villámháborújával szemben. Ismét mesterhármast ért el, ez pedig arra késztette a Sunday Sunt, hogy a következőket írja róla: "Üdítő üteme és vállalkozó szelleme uralta az eljárásmódját a meccsnek. Gyorsasága és merészsége nagy reményeket fűz ahhoz, hogy így a United fellépjen az első osztályba." Annak ellenére, hogy a Newcastle a kupában vereséget szenvedett a Charlton Athletic ellen és februárban Shackletont eladta a Sunderland egyletének, gólja a Bury ellen a harmadik helyet jelentette a csapatnak a táblázaton. A United januártól a szezon végéig mindössze egy meccset bukott el, összesen kétszer kaptak ki otthon, de egy győzelemmel a második helyre léptek. Milburn 40 meccsen 20 találatot értékesített, amivel a sorozat gólkirályaként fejezte be az idényt.

#### Az első osztályban (1948–1950)
Az 1948–1949-es idény előtt a Viktória királynő kórházban külső fülgyulladást diagnosztizáltak nála, így kénytelen volt lemondani a Hazelriggben végzett föld alatti munkájáról, bár a felszín feletti munkálatokban még részt vett. Joannou szerint a pályán "bombaként" indult. A szezon első hazai meccsén, a negyedik idényében, 1948. augusztus 25-én a Newcastle a Chelsea ellen 2–2-es döntetlent játszott, majd a következő hat bajnoki összecsapásán öt gólt jegyzett Milburn. Lendületes formája lehetővé tette, hogy október 9-én az angol válogatottban is debütáljon. Két héttel később átigazolási kérelmet nyújtott be a Newcastle igazgatóságának, mondván: "El kell mennem Tyneside-ról, a feleségem egészsége veszélyben van." A vezetőségen pánik uralkodott el, de Stan Seymour közbelépésének köszönhetően kérését visszavonták. Később azzal magyarázta az esetet, hogy válogatott csapattársai elhitették vele, hogy nagy pénzt lehet keresni úgy, ha átigazol egy másik klubba. "Rájöttem ugyanakkor, hogy milyen ostoba fiatal fickó voltam." 1948 karácsony estéjén a Newcastle egy ponttal vezette az első osztály kiírását. 1949 januárjában a klub szerződtette Bobby Mitchellt és George Robledót. Milburn továbbra is jó formában volt, az Aston Villa elleni bajnokin mesterhármast jegyzett, ugyanakkor a fekete-fehérek az FA-kupa harmadik fordulójában kapituláltak a Bradford Park Avenue ellen. A bajnoki címre való esély is elszállt, miután a Portsmouth a St James’ Parkot 5–0-s győzelemmel hagyta el. Ezt a mérkőzést Milburn a nemzeti válogatottban való részvétele miatt volt kénytelen kihagyni. A Newcastle végül a 4. helyen végzett, Milburn pedig minden sorozatot figyelembe véve 19 gólt szerzett.
1949 nyarán a Newcastle az előszezont az Amerikai Egyesült Államokban töltötte. A United és főként az ő érkezéséről széles körben beszámoltak, a Winnipeg Free Press arról írt, hogy a Newcastle United varázslatos név, egy név az örök fényben. Jackie Milburn, az akna-villanyszerelő, a klub jelenlegi középcsatára az angol futball leggyorsabb játékosának számít, és nemzetközi szinten is megállja a helyét. Hű maradt hírnevéhez, a Newcastle 10 lejátszott meccséből mindet megnyerte, a támadó pedig 31-szer volt eredményes. Az 1949–1950-es bajnokság rosszul kezdődött a klub számára, az első három bajnokin vereséget szenvedtek, bár Robledóval kezdtek összeszokni a pályán, és miután Harvey és Brennan visszatért sérüléséből, az eredmények javulni kezdtek. 1949. szeptember 7-én a Manchester City elleni gólja és asszisztja George Hannah részére 4–2-es győzelmet jelentett hazai pályán. Annak ellenére, hogy Hutchinson csupán néhány ígéretes győzelemnek minősítette a Stoke City elleni 4–2-es, illetve a West Bromwich elleni 5–1-es sikert, melyeken háromszor is betalált, a gárda az ötödik helyen zárta a bajnokságot úgy, hogy nem tudta megszorongatni az aranyéremért küzdő klubokat. A kupában a negyedik fordulóban a Chelsea-től elszenvedett vereség a kiesésüket jelentette. Milburn ismét gólkirály lett 18 bajnoki és egy kupa találatával. Joannou szerint most már megszokta a középcsatár posztot és az ország új kiemelkedő csillagává vált.

#### A kupagyőzelmek (1950–1952)
A csalódott világbajnoki szereplés után az 1950–1951-es évadot két találattal kezdte a Stoke City ellen. Góljainak száma, mely folytatódott a Huddersfield Town elleni 6–0-s győzelemmel, tíz meccses veretlenségi sorozatot eredményezett, a Newcastle így a bajnokság élén állt. Végül a széria 1950. október 7-én, a Villa Parkban szakadt meg, ahol a Szarkák 3–0-s vereséget szenvedtek. Kihagyta ezt a mérkőzést, a Windsor Parkban válogatott kötelezettségének eleget téve. A United ezt követően négy győzelmet produkált, november 18-án azonban egy 7–0-s zakóba szaladt bele a csapat a Tottenham ellen a White Hart Lane-en. A vezetőedző, Martin lemondott, helyére rögvest Stan Seymour került.
1951. január 13-án a meccs esélyesének tartott Newcastle 3–1-re kapott ki a Stamford Bridge-en, így az ötödik helyre esett vissza a bajnokságban, öt ponttal lemaradva az első helytől. Ezután az FA-kupa küzdelmeire koncentráltak. Négy találata közül egyiket a Bury ellen szerezte a kupasorozat harmadik fordulójában. A Bolton Wanderers ellen, a negyedik forduló második összecsapásán Nat Lofthouse két gólpassza által 2–1-re vezetett a Newcastle az első félidő végén. A középcsatár azonban parádés találkozót produkált két találatával a következő játékrészben. Az elsőt egy éles csavarás után szerezte 15 méterről, míg a másodikat a lescsapadából kilépve, teljesen tisztán. A mesterhármas elmaradt, később a fejese ugyanis a lécről visszapattant. Újabb egy góllal járult hozzá a Stoke City elleni 4–2-es sikerhez, illetve a Bristol Rovers elleni meccsen a hatodik fordulóban is eredményes volt. Március 10-én a Hillsborough stadionban a Wolverhampton Wanderers ellen ugyan gólt jegyzett, de les miatt érvénytelenítették azt. A találkozó 0–0-s döntetlennel ért véget. Négy nappal később a Huddersfield ellen 1–0-s hátrányból 2–1-re fordította meg a Newcastle a mérkőzést egy újabb góljának és egy gólpasszának köszönhetően. Milburn a döntőig hat gólt értékesített, minden egyes fordulóban szerzett legalább egyet.
A gárda menetelése a kupában a bajnokságban is visszahozta a jó formát, a sajtó esélyesnek tartotta a csapatot a kupa és a bajnoki trófea együttes elhódítására. A vezető Tottenham Hotspur mögött három meccsel a vége előtt az ötödik helyet foglalták el a táblázaton. Seymour a kupa-elődöntő utáni sikert követően a következőt mondta az öltözőben: "Bármi is történjen, ti vagytok azok, akik idáig eljuttattatok minket, a Wembley-ben fogtok játszani." Ez a megjegyzés komor hangulatot idézett elő, ami rányomta a bélyegét a bajnoki cím megszerzésére. Milburn a későbbiekben ezzel kapcsolatban hozzátette: "Minden ember öntudatlanná válik, aki nagyszerű meccset fog játszani, nem tesz fel mindent, amire képes a bajnokságban a nagy nap előtt." Ő, Taylor és Harvey voltak hárman azok a rutinosabb játékosok, akiket a döntő előtti találkozókon pihentetett a tréner, a Newcastle pedig ezeken az összecsapásokon egyik vereségből a másikba torkollt, a bajnoki cím pedig így elúszott számukra.

A Newcastle formája annyira gyenge volt, hogy 1951. április 28-án, a döntő napján a meghatározó játékosokat cserélték le a Blackpool ellen, a gárda így a második helyet csípte el a bajnoki kiírásban a Manchester United előtt. A Blackpool fanatikusai és a sajtó körében "The Matthews Final"-ként emlegették a mérkőzést, bízva abban, hogy a 36 éves Stanley Matthews először nyer kupát pályafutása során. Milburnt idegesítette az, hogy a Blackpool a favorit a fináléban, később elhatározta, hogy "elrontja Matthews Wembley buliját." A mérkőzés első félidejében gólját William Ling játékvezető kezezés miatt érvénytelenítette. Milburn azzal érvelt, hogy tévedett, ő ugyanis nem nyúlt a labdához. A gól nélküli első félidő csalódást okozott a semleges nézők számára, a Blackpool frusztrálta a Szarkákat azzal, hogy remekül védekezett a lescsapda taktika által. A második játékrészben a csatár végül túljutott a védők eszén, kiugorva mögülük egy oldalra kitett labdából szerezte meg a vezető gólt. Öt perccel később újra eredményes volt. A jobb szélre kitett labdával Ernie Taylort játszották meg, aki hátrapasszolta azt részére, ő pedig 25 méterről kilőtte a kapu bal felső sarkát. Találata olyan lenyűgöző volt, hogy a blackpooli támadó, Stan Mortensen néhány másodpercig megvárakoztatta a kezdőrúgást, mivel gratulált a gólszerzőnek, és elmondta neki, hogy ez a legnagyobb gól, amit ezidáig látott életében. Még megjegyezte, hogy megérdemli a csapat, hogy ezzel a találattal nyerje meg a trófeát. Ezt követően a United megtartotta a két gólos előnyét, Matthews számára pedig nem volt kétséges, hogy miért nyert a Newcastle, a következőképp nyilatkozott a sajtónak: 
 Mindenképpen Milburn meccse volt ez! Félelmetes sebessége tette lehetővé az első gólt. A második az földön kívüli volt! Ez volt a legnagyobb gól, amit valaha láttam, és minden bizonnyal a legszebb találatot szerezte a Wembley-ben. Olyat, amelyről minden játékos álmodik.
Remek teljesítménye nyolc kupagólt eredményezett, illetve 17 bajnoki találatot.
Az előszezon után, mely alatt több játékostól is megvált a csapat, jól kezdte az 1951–1952-es idényt a Newcastle, annak ellenére, hogy lábizom húzódás miatt Milburn több találkozót is kihagyott. A szezon első négy összecsapásán a United 20 gólt szerzett és mindössze egyet kapott. Miután a támadó újra egészséges lett, azt kérte a vezetőktől, tegyék a cserék közé, hogy jelenlétével ne zavarja meg az eddigi győztes csapatot. Később kifejtette még, hogy igazságtalannak tartotta, amiért a csatársoron miatta kellett változtatni, miszerint így ő is bekerülhessen a kezdőbe. Végül a Charity Shielden tért vissza a Tottenham Hotspur ellen, bár a Szarkákra 2–1-es vereséget mértek a londoniak. 1952. január 12-ig 16 találatot értékesített a bajnokságban, Robledo 26 szerzett gólja mellett mindez azt jelentette, hogy a Newcastle a negyedik helyet foglalta el az első osztályú pontvadászatban. A címvédés az FA-kupában épphogy elszállt, amikor az Aston Villa 2–0-ra és 3–1-re is vezetett a klub otthonában. Végül az utolsó kilenc percben három gólt sikerült rúgniuk a fekete-fehéreknek, beállítva a 4–2-es végeredményt.
Mielőtt elérte 100. gólját az egyesületben a január 21-i Burnley elleni 2–1-es vereség alkalmával, a Tottenham Hotspur-höz való átigazolásáról szóltak a pletykák. Az újságíróknak elmondta: "Kifogásolom ezeket a történeteket, amelyek összeboronálnak más klubokkal. Sohasem voltam olyan boldog, mint most a Newcastle-ben." A Newcastle négy ponttal volt lemaradva az első helyezett Manchester Unitedtől, a kupában a White Hart Lane-re utazott a negyedik fordulóban, és 1–0-ra diadalmaskodott a címvédő felett. Az ötödik forduló során szintén 1–0-s siker született a Swansea Town ellen. Ezeken a találkozókon Milburn nem tudott eredményes lenni, a negyeddöntőben a The People által az évtized kupameccsének titulált Portsmouth elleni összecsapáson azonban három találat is a nevéhez fűződött, ezzel 4–2-es győzelemhez segítette csapatát. Másnap a The Sunday Sun hasábjain Younger nyilatkozata állt: "Túlzás nélkül mondhatom, hogy Milburn minden idők egyik legjobb középcsatára." A Hillsborough stadionban zajló elődöntőben a Blackburn Rovers ellen egy 0–0-s döntetlenre futotta, hazai pályán a visszavágón a 2–1-re végződő meccsen csapata második találatát jegyezte, ez pedig egy újabb döntővel ért fel a Szarkák számára.
A bajnoki formájukat a kupában való menetelés összeomláshoz vezette. A kupa negyedik fordulójában, a Spurs elleni győzelem után a United 16 bajnoki megmérettetést játszott, 11 pontot begyűjtve ezeken. A The Sunday Times újságírója, Arthur Appleton emlékeztetett: "A BBC arra kért, hogy rögzítsem a Newcastle góljai után a közönség ovációját. Meccsről meccsre követtem őket, de soha nem lőttek gólt, tartogatták magukat a fináléra." A United bajnoki teljesítménye a nyolcadik helyre volt elég, 12 ponttal maradtak le a bajnoki címet ünneplő Manchester Unitedtől. 1952. május 3-án a Newcastle Milburnnel a fedélzetén a Wembley-be utazott, hogy megmérkőzzön a kupadöntőben az Arsenal ellen. A mérkőzés 24. percében az Arsenal hátvédje, Wally Barnes súlyos sérülést szenvedett, miután bokája kibicsaklott. Mivel már elfogytak a cserék, azt jelentette, hogy a londoni alakulatnak tíz emberrel kellett játszania a meccs hátralévő részében. Milburn viszonylag eltűnt a találkozón, egy komoly helyzete volt, fejesét gyakorlatilag a gólvonálról tolták ki. Robledo gólja ezt követően öt perc múlva azt jelentette, hogy a 20. században a Newcastle lett az első csapat, amely megvédte címét az FA-kupában.
A csatár a bajnokságban 25-ször volt eredményes, George Robledo mögött a második helyen végzett a találatok tekintetében.

#### A sérülések és a harmadik kupagyőzelem (1952–1955)
1952 nyarán ő is részt vett a gárda Dél-afrikai előszezonján, de itt sérülésekkel bajlódott, így a későbbiekben a United következő 17 meccséből öt mérkőzésen tudta vállalni a játékot, ráadásul az 1952-es Charity Shield találkozót is kihagyta, mely 4–2-es vereséggel végződött számukra a Manchester United ellen. 1952. szeptember 27-én, a Manchester City elleni bajnokin tudott eredményes lenni újra büntetőből.

### Kései évek
1957 júniusában elhagyta a Szarkákat, a Windsor Parkba tette át székhelyét a belfasti Linfield egyletéhez, ahová játékos-menedzserként csatlakozott. Itt kilenc trófeát gyűjtött be – többek között bajnoki címet és kupákat – és a liga legjobb góllövőjeként végzett az 1957–1958-as, illetve az 1958–1959-es szezonban. Ő lett az első nem északír nemzetiségű labdarúgó, aki az északír bajnokságban a legtöbb találatot értékesítette. Miután elhagyta a gárdát, két idényt játszott a Southern Football League-ben szereplő Yiewsley csapatában.
Visszavonulását követően rövid ideig az Ipswich Town klubját menedzselte, majd újra visszatért Tyneside-ba, hogy a következő 23 évben a News of the World újságírója legyen. Dylan Younger újságíró szerint ő is a Newcastle menedzsereinek nem hivatalos tanácsadójaként tevékenykedett, egykori csapattársával és jóbarátjával, Joe Harvey-val együtt.
1980-ban ő volt az első olyan labdarúgó, aki Newcastle upon Tyne városának díszpolgárává vált. Ez a kezdemenyézés korábbi ellenfelének, Bobby Robsonnak, illetve a góljai számát felülmúló Alan Shearernek volt köszönhető. 1981-ben vendége volt a This is Your Life műsornak, miután meglepte ezzel Eamonn Andrews műsorvezető a Tyne Tees Television stúdiójában Newcastle-ben.

## Emlékezete

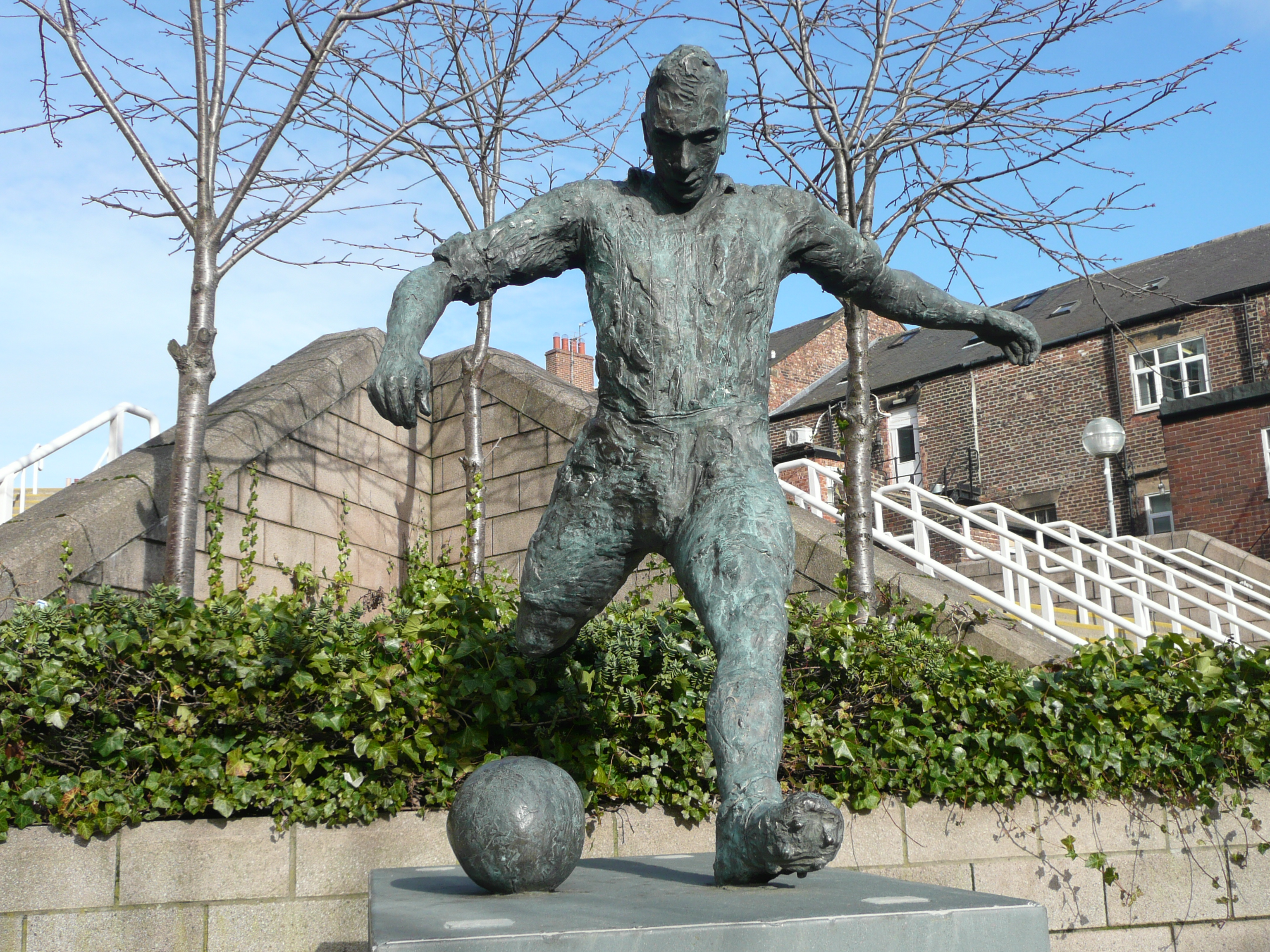
Milburn szobra a St James’ Parkban 2013-ban

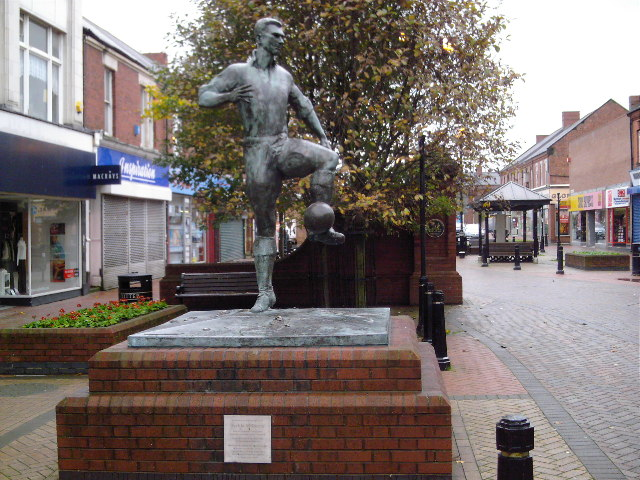
Milburn szobra Ashingtonban

1987-ben a Newcastle United megnyitotta az új West Standot (Északi lelátó) a St James’ Parkban, melyet tiszteletére Milburn Standnak neveztek el.
Három szobrot emeltek nagyrabecsülésére. Az egyik szülővárosában, Ashington főutcáján található, melyet a polgári kör kezdeményezésére, Cllr. Michael George hivatali ideje alatt avattak fel. A második szobrát felesége, Laura Milburn mutatta be 1991-ben a Northumberland Street-en. Az alkotást Susanna Robinson szobrász tervezte, 35 000 fontba került. A szobor azt követően került megtervezésre, miután a helyi újságok felhívására a helyi vállalatok és a Newcastle United szurkolói adománygyűjtésbe kezdtek. Az emlékmű 12 láb, azaz 3,7 méter magas, és a következő felirat áll rajta: John Edward Thompson Milburn futballista és úriember. 1999-ben áthelyezték a St James’ Boulevard-ra, majd a Strawberry Place-re, így jelenleg a St James’ Park előtt helyezkedik el közvetlenül.
A harmadik szobor tartózkodási helye felháborodást váltott ki 2011-ben, amikor a helyi újság beszámolt üvegszálas művének eltűnéséről, amely 1996 és 1998 között a Szent Jakab-park mellett volt. Végül a szobrot a tervező Tom Maley kertjében találták meg, akinek a Newcastle gárdája visszaadta, hogy bronzba is öntse azt. Ezt a megállapodást törölték, miután 2007-ben Mike Ashley felvásárolta a klubot.
1987-ben városa sajtója a legjobb háború utáni North East England-i futballistának választotta meg. 2006-ban bekerült az Angol Labdarúgóhírességek Csarnokába a labdarúgáshoz való hozzájárulásának elismeréseként. 2008-ban a newcastle-i Excelsior Akadémiájának a sporttal és egészséggel kapcsolatos tanulmányait az ő nevével látták el. 2009-ben a goal.com által összeállított Minden idők legjobb angol labdarúgói listáján a 43. helyet foglalja el. A Belfast Telegraph egyik elemzője a Linfield klub 125. születésnapja alkalmából a gárda második legnagyobb játékosaként aposztrofálta. 2012-ben az Evening Chronicle felmérése szerint a 100 legnagyobb geordiai listáján az első helyet foglalta el Bobby Charlton és Catherine Cookson előtt.
Egy 53 perces dokumentumfilm is készült életéről A Tribute to Jackie Milburn: Tyneside's Favourite Son címmel, melyet a Tyne Tees Television készített, majd 1989-ben a Video Gems adott ki VHS-en. A film a Newcastle-ben töltött éveit, életét és az ottani pályafutását mutatja be.

## Magánélet
1947-ben egy letchworthi szállodában tartózkodott csapattársaival, ahol megismerte Laura Blackwoodot, az ott dolgozó pincérnőt. Blackwood elmondása szerint reggelit készített neki, illetve elkéreztette műszakjából és ezek után elmentek moziba. Három hónappal később Milburn javaslatára Ashingtonba utazott, majd 1948. február 16-án összeházasodtak az észak-londoni Willesden anyakönyvi hivatalban. Három gyermekük – Linda, Betty és Jackie Jr. – valamint hat unokájuk született.
Bár a Newcastle Unitedben vált sikeres labdarúgóvá, gyerekként a Sunderland gárdájának szurkolt.

## Pályafutása statisztikái
| Mérkőzései klubokban | Mérkőzései klubokban | Mérkőzései klubokban | Bajnokság  | Bajnokság | Kupa       | Kupa    | Egyéb          | Egyéb          | Összesen   | Összesen |
| Szezon               | Klub                 | Bajnokság            | Mérkőzések | Gólok     | Mérkőzések | Gólok   | Mérkőzések     | Gólok          | Mérkőzések | Gólok    |
| Anglia               | Anglia               | Anglia               | Bajnokság  | Bajnokság | FA-kupa    | FA-kupa | Charity Shield | Charity Shield | Összesen   | Összesen |
| -------------------- | -------------------- | -------------------- | ---------- | --------- | ---------- | ------- | -------------- | -------------- | ---------- | -------- |
| 1945–1946            | Newcastle United     |                      | -          | -         | 2          | 2       | 0              | 0              | 2          | 2        |
| 1946–1947            | Newcastle United     | Second Division      | 24         | 7         | 3          | 1       | 0              | 0              | 27         | 8        |
| 1947–1948            | Newcastle United     | Second Division      | 39         | 20        | 1          | 0       | 0              | 0              | 40         | 20       |
| 1948–1949            | Newcastle United     | First Division       | 34         | 19        | 1          | 0       | 0              | 0              | 35         | 19       |
| 1949–1950            | Newcastle United     | First Division       | 30         | 18        | 2          | 3       | 0              | 0              | 32         | 21       |
| 1950–1951            | Newcastle United     | First Division       | 31         | 17        | 8          | 8       | 0              | 0              | 39         | 25       |
| 1951–1952            | Newcastle United     | First Division       | 32         | 25        | 7          | 3       | 1              | 1              | 40         | 29       |
| 1952–1953            | Newcastle United     | First Division       | 16         | 5         | 0          | 0       | 0              | 0              | 16         | 5        |
| 1953–1954            | Newcastle United     | First Division       | 39         | 16        | 5          | 2       | 0              | 0              | 44         | 18       |
| 1954–1955            | Newcastle United     | First Division       | 38         | 19        | 10         | 2       | 0              | 0              | 48         | 21       |
| 1955–1956            | Newcastle United     | First Division       | 38         | 19        | 4          | 2       | 1              | 0              | 43         | 21       |
| 1956–1957            | Newcastle United     | First Division       | 32         | 12        | 1          | 0       | 0              | 0              | 33         | 12       |
| Összesen Angliában   | Összesen Angliában   | Összesen Angliában   | 353        | 177       | 44         | 23      | 2              | 1              | 399        | 201      |
| 1957–1960            | Linfield             | Északír bajnokság    | 54         | 68        |            |         |                |                | 54         | 68       |
| Pályafutása összesen | Pályafutása összesen | Pályafutása összesen | 407        | 245       | 44         | 23      | 2              | 1              | 453        | 269      |

## Sikerei, díjai

### Játékosként

#### Newcastle United
- Angol kupa (3): 1950–1951, 1951–1952, 1954–1955

#### Linfield
- Északír bajnok (2): 1958–1959, 1959–1960
- Északír kupa (1): 1959–1960

#### Egyéni
- Az év játékosa Észak-Írországban: 1957–1958
- Angol Labdarúgóhírességek Csarnoka: 2006[146]

## Fordítás
Ez a szócikk részben vagy egészben  a   Jackie Milburn című angol Wikipédia-szócikk ezen változatának fordításán alapul.  Az eredeti cikk szerkesztőit annak laptörténete sorolja fel. Ez a jelzés csupán a megfogalmazás eredetét és a szerzői jogokat jelzi, nem szolgál a cikkben szereplő információk forrásmegjelöléseként.